# 52è Festival Internacional de Cinema de Canes
El 52è Festival Internacional de Cinema de Canes es va dur a terme del 12 al 23 de maig de 1999. El director de cinema, actor i escriptor canadenc David Cronenberg fou el president del Jurat. La Palma d'Or fou atorgada a la pel·lícula franco-belga Rosetta de Jean-Pierre i Luc Dardenne.
El festival va obrir amb The Barber of Siberia, dirigida per Nikita Mikhalkov i va tancar amb An Ideal Husband, dirigida per Oliver Parker. Kristin Scott Thomas va ser la mestressa de cerimònies.

## Jurat

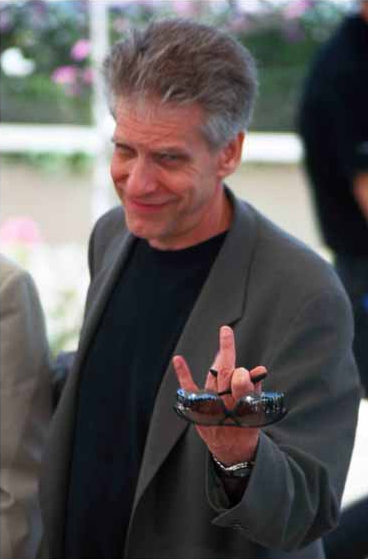
David Cronenberg, President del Jurat

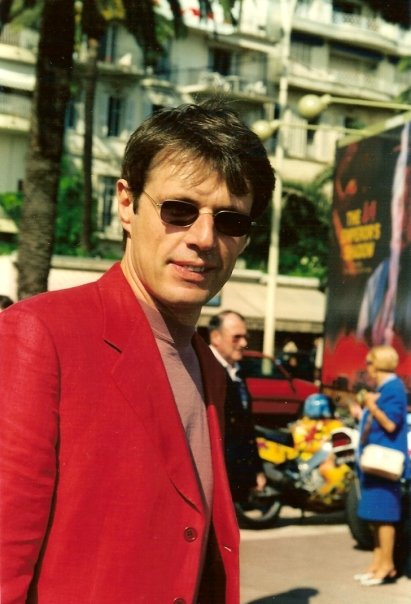
Lambert Wilson, president del jurat Un Certain Regard

### Competició principal
Les següents persones foren nomenades per formar part del jurat de la competició principal en l'edició de 1999:
- David Cronenberg (Canadà) President
- André Téchiné (França)
- Barbara Hendricks (Suècia)
- Dominique Blanc (França)
- Doris Dörrie (Alemanya)
- George Miller (Austràlia)
- Holly Hunter (Estats Units)
- Jeff Goldblum (Estats Units)
- Maurizio Nichetti (Itàlia)
- Yasmina Reza (França)

### Un Certain Regard
Les següents persones foren nomenades per formar part del jurat de la secció Un Certain Regard de 1999:
- Lambert Wilson (actor) President
- Irène Bignardi (crític)
- Annie Copperman (crític)
- Thierry Gandillot (crític)
- Jonathan Romney (crític)
- Laurent Tirard (director)

### Cinéfondation i curtmetratges
Les següents persones foren nomenades per formar part del jurat de la secció Cinéfondation i de la competició de curtmetratges:
- Thomas Vinterberg (director) President
- Cédric Klapisch (director)
- Virginie Ledoyen (actriu)
- Walter Salles (director)
- Greta Scacchi (actriu)

### Càmera d'Or
Les següents persones foren nomenades per formar part del jurat de la Càmera d'Or de 1999:
- Michel Piccoli (actor) President
- Peter Von Bagh (historiador del cinema, director)
- Jean-Pierre Beauviala
- Cherifa Chabane (critic)
- Caroline Champetier (fotògrafa de cinema)
- Paola Malanga (critic)
- José Maria Riba (critic)
- Marie Vermillard (director)

Membres del Jurat per la competició oficial de 1999
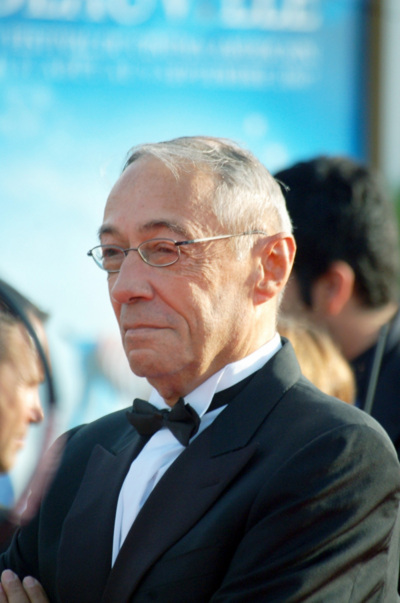
André Téchiné
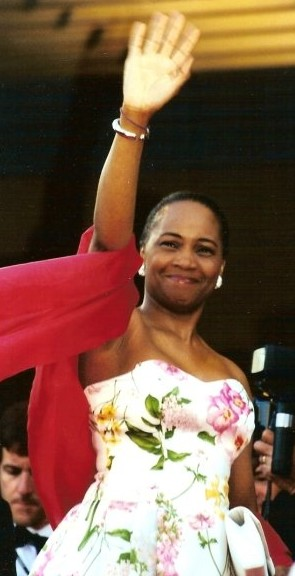
Barbara Hendricks
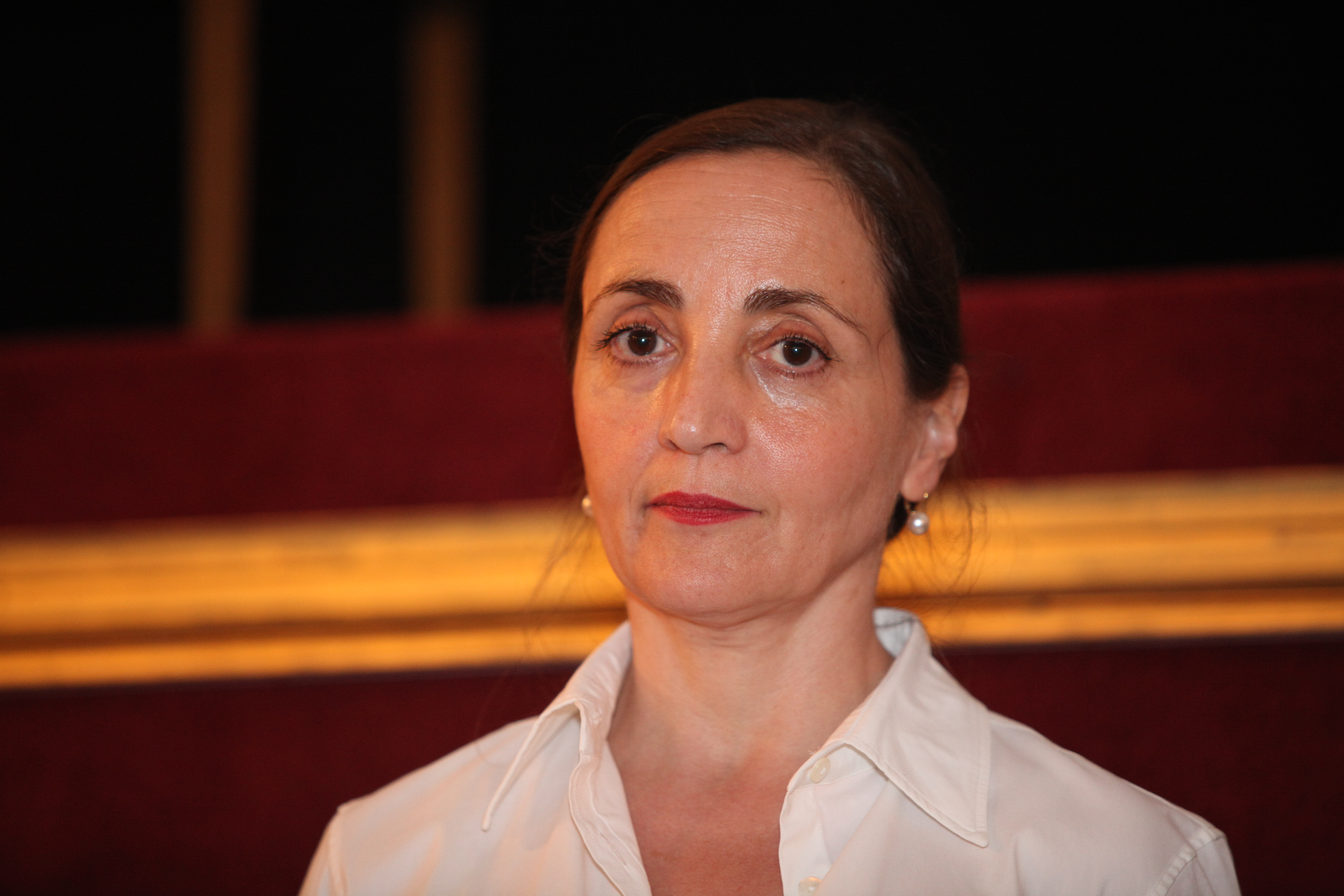
Dominique Blanc
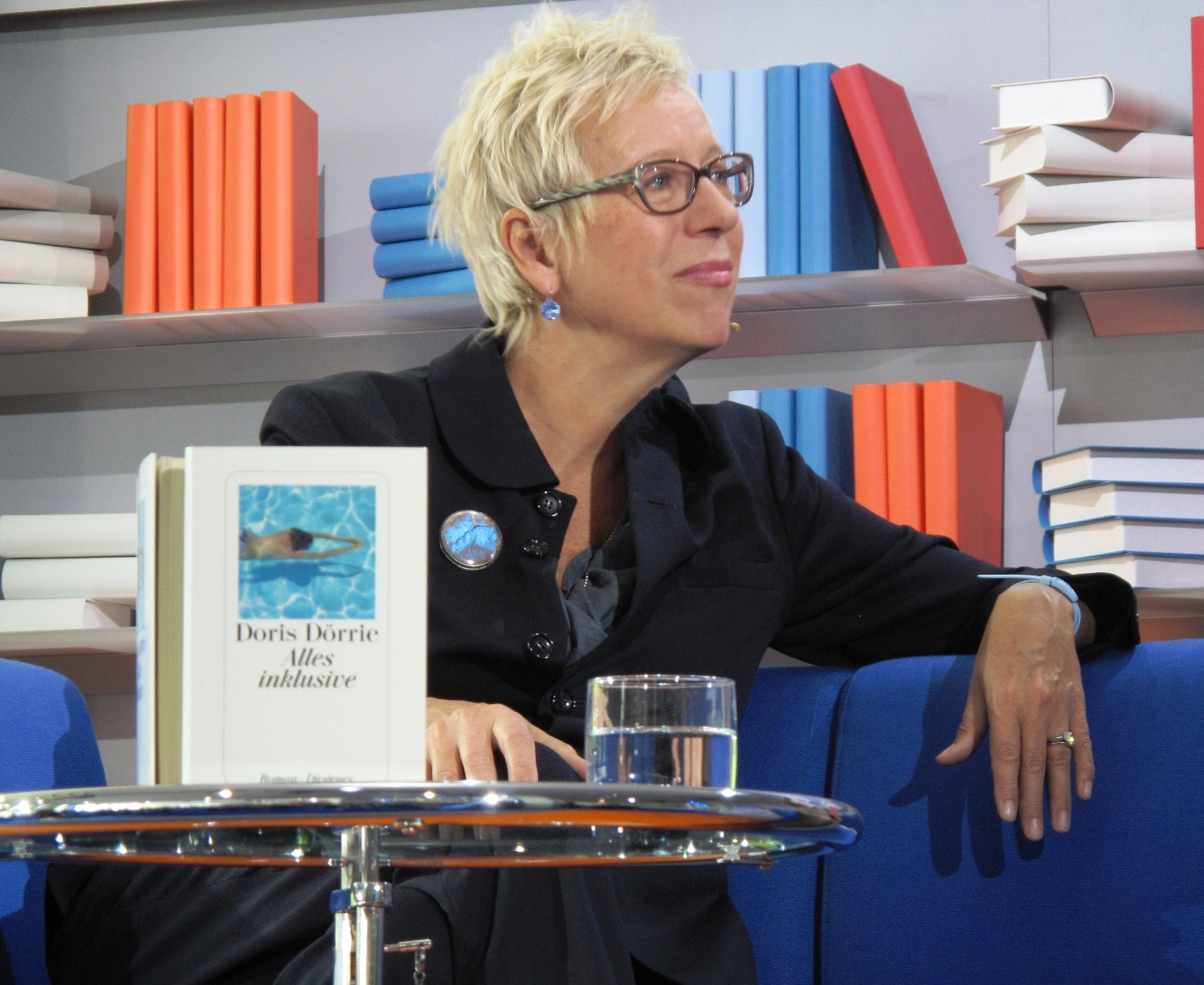
Doris Dörrie
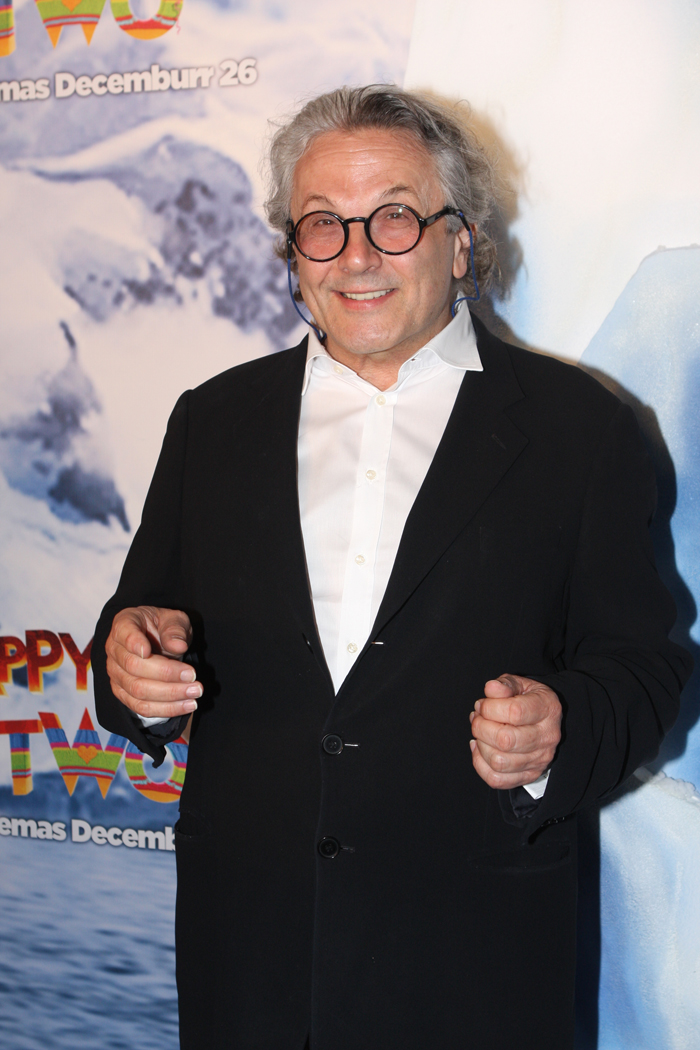
George Miller
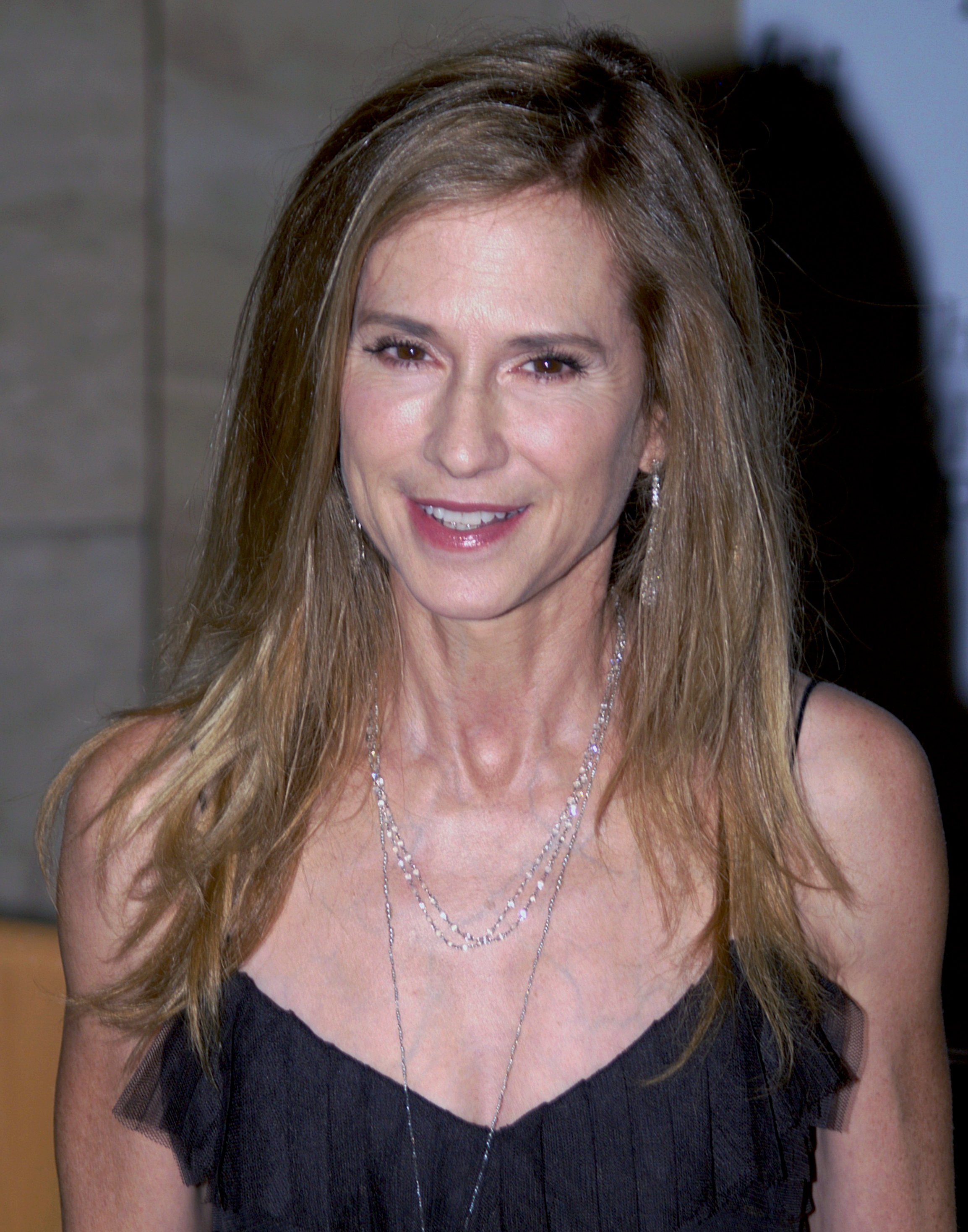
Holly Hunter
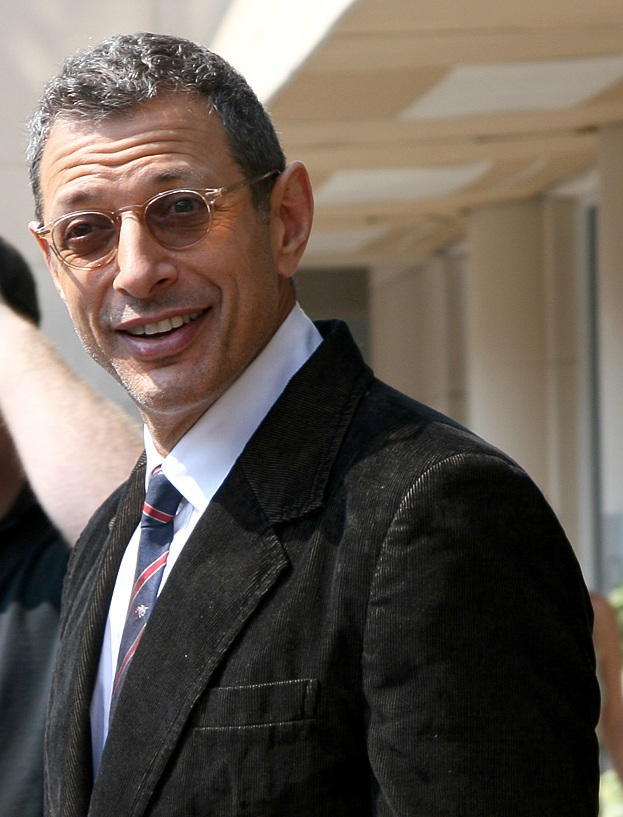
Jeff Goldblum
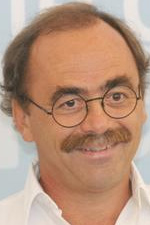
Maurizio Nichetti

## Selecció oficial

### En competició – pel·lícules
Les següents pel·lícules competiren per la Palma d'Or:
- 8½ Women de Peter Greenaway
- Todo sobre mi madre de Pedro Almodóvar
- Cradle Will Rock de Tim Robbins
- Jing Ke ci Qin Wang de Chen Kaige
- Felicia's Journey d'Atom Egoyan
- Ghost Dog: The Way of the Samurai de Jim Jarmusch
- L'humanité de Bruno Dumont
- Kadosh d'Amos Gitai
- Kikujirô no natsu de Takeshi Kitano
- La lettre de Manoel de Oliveira
- Limbo de John Sayles
- Tin seung yan gaan de Nelson Yu Lik-wai
- Molokh d'Alexander Sokurov
- La balia de Marco Bellocchio
- El coronel no tiene quien le escriba d'Arturo Ripstein
- Nos vies heureuses de Jacques Maillot
- Pola X de Leos Carax
- Rosetta de Jean-Pierre Dardenne, Luc Dardenne
- The Straight Story de David Lynch
- Ghessé hayé kish d'Abolfazl Jalili, Mohsen Makhmalbaf, Nasser Taghvai
- Le temps retrouvé, d'après l'oeuvre de Marcel Proust de Raúl Ruiz
- Wonderland de Michael Winterbottom

### Un Certain Regard
Les següents pel·lícules foren seleccionades per competir a Un Certain Regard:
- As Bodas de Deus de João César Monteiro
- Away with Words de Christopher Doyle
- Beautiful People de Jasmin Dizdar
- Beresina oder Die letzten Tage der Schweiz de Daniel Schmid
- La genèse de Cheick Oumar Sissoko
- Harem Suare de Ferzan Özpetek
- If I Give You my Humbleness, Don't Take Away my Pride de Karin Westerlund
- Judy Berlin de Eric Mendelsohn
- Kaizokuban Bootleg Film de Masahiro Kobayashi
- Tian ma cha fang de Lin Chen-Sheng
- Nadia et les hippopotames de Dominique Cabrera
- Peau neuve d'Émilie Deleuze
- Garage Olimpo de Marco Bechis
- L'autre de Youssef Chahine
- Les passagers de Jean-Claude Guiguet
- Zheng hun qi shi de Chen Kuo-fu
- Ratcatcher de Lynne Ramsay
- The Shade de Raphael Nadjari
- Sicilia! de Jean-Marie Straub, Danièle Huillet
- Biǎndān, Gūniáng de Wang Xiaoshuai
- Marana Simhasanam de Murali Nair
- Vanaprastham de Shaji N. Karun
- The Winslow Boy de David Mamet

### Pel·lícules fora de competició
Les següents pel·lícules foren seleccionades per ser projectades fora de competició:
- Sibirskiy tsiryulnik de Nikita Mikhalkov
- Dogma de Kevin Smith
- EDtv de Ron Howard
- Entrapment de Jon Amiel (exhibició especial)[10]
- Adieu, plancher des vaches ! d'Otar Iosseliani
- An Ideal Husband d'Oliver Parker
- The Limey de Steven Soderbergh
- Mein liebster Feind de Werner Herzog

### Cinéfondation
Les següents pel·lícules foren seleccionades per ser projectades a la competició Cinéfondation:
- Babalon de Michal Zabka
- Cambi e Scambi de Donata Pizzato
- The Clock de Noah Laracy
- Dimanche de Fabrice Aragno
- The Execution de Lee In-Kyun
- Ryba 073 de Vaclav Svankmajer
- Germania de Kris Krikellis
- Im Hukim de Dover Kosashvili
- Inter-View de Jessica Hausner
- Ked Nie, Tak Nie de Vladimir Kral
- Layover de Shen Ko-Shang
- Der Linkshander de Iouri Kouzine
- En God Dag At Go de Bo Hagen Clausen
- Milk de Mairi Cameron
- La Puce d'Emmanuelle Bercot
- Runt de Jesse Lawrence
- Second Hand d'Emily Young
- Waxandwane d'Axel Koenzen
- Wojtek de David Turner
- Yumeji Ningyo de Yamazaki Tatsuji

### Curtmetratges en competició
Els següents curtmetratges competien per Palma d'Or al millor curtmetratge:
- The Cookie Thief d'Hugo Currie, Toby Leslie
- Devil Doll de Jarl Olsen
- An Eternity de Daehyun Kim
- Food for Thought de John Paton, Matthew Ross
- Husk de Jerry Handler
- Le Pique-Nique d'Il-Gon Song
- Rien Dire de Vincent Pérez (França)
- Roulette de Roberto Santiago
- Simultaneity de Seong Sook Kim
- Stop de Rodolphe Marconi
- When the Day Breaks d'Amanda Forbis, Wendy Tilby

## Seccions paral·leles

### Setmana Internacional dels Crítics
Els següents llargmetratges van ser seleccionats per ser projectats per a la trenta vuitena Setmana de la Crítica (38e Semaine de la Critique):
Competició de pel·lícules
- 7/25 Nana-ni-go de Wataru Hayakawa (Japó)
- Flores de otro mundo d'Icíar Bollaín (Espanya)
- Hold Back the Night de Phil Davis (U.K.)
- Gemide de Serdar Akar (Turquia)
- Siam Sunset de John Polson (Austràlia)
- Strange Fits of Passion d'Elise McCredie (Austràlia)
- Belo odelo de Lazar Ristovski (Iugoslàvia)

Competició de curtmetratges
- Dayereh de Mohammad Shirvani (Iran)
- Dérapages de Pascal Adant (Bèlgica)
- Fuzzy Logic de Tom Krueger (Estats Units)
- The Good Son de Sean McGuire (U.K.)
- La Leçon du jour de Irène Sohm (Françs)
- More de Mark Osborne (Estats Units)
- Shoes Off! de Mark Sawers (Canadà)

### Quinzena dels directors
Les següents pel·lícules foren exhibides en la Quinzena dels directors de 1999 (Quinzaine des Réalizateurs):
- A mort la mort ! de Romain Goupil
- Agnes Browne d'Anjelica Huston
- The Blair Witch Project de Daniel Myrick, Eduardo Sánchez
- Le Bleu des villes de Stéphane Brizé
- Charisma de Kiyoshi Kurosawa
- Un château en Espagne de Delphine Gleize
- Les Convoyeurs attendent de Benoît Mariage
- Phörpa de Khyentse Norbu
- Hei An Zhi Guang de Chang Tso-Chi
- East is East de Damien O'Donnell
- El entusiasmo de Ricardo Larraín
- Fever d'Alex Winter
- The Five Senses de Jeremy Podeswa
- Haut les cœurs! de Sólveig Anspach
- Kiemas de Valdas Navasaitis
- The Last September de Deborah Warner
- M/Other de Nobuhiro Suwa
- Qui plume la lune ? de Christine Carrière
- Scenery de Zhao Jisong
- Sud de Chantal Akerman
- Summer of Sam de Spike Lee
- The Virgin Suicides de Sofia Coppola
- The War Zone de Tim Roth
- Voyages de Emmanuel Finkiel
- Wege in die Nacht de Andreas Kleinert

Curtmetratges
- Le Franc de Djibril Diop Mambety (45 min.)
- Marée haute de Caroline Champetier (17 min.)
- Un petit air de fête d'Eric Guirado (35 min.)
- La Petite Vendeuse de Soleil de Djibril Diop Mambety (45 min.)
- Le Premier pas de Florence Vignon (23 min.)
- La Tentation de l'innocence de Fabienne Godet (43 min.)
- O Trouble de Sylvia Calle (10 min.)

## Premis

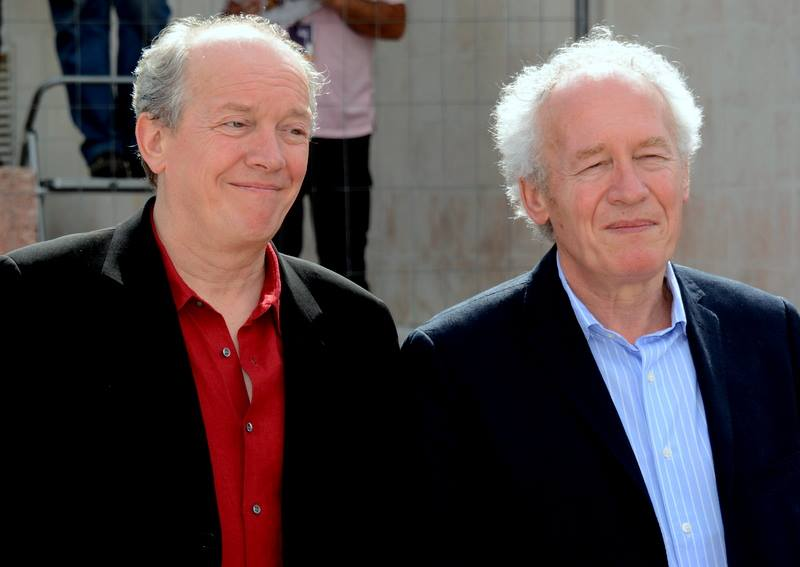
Luc Dardenne (esequerra) i Jean-Pierre Dardenne, guanyadors de la Palma d'Or

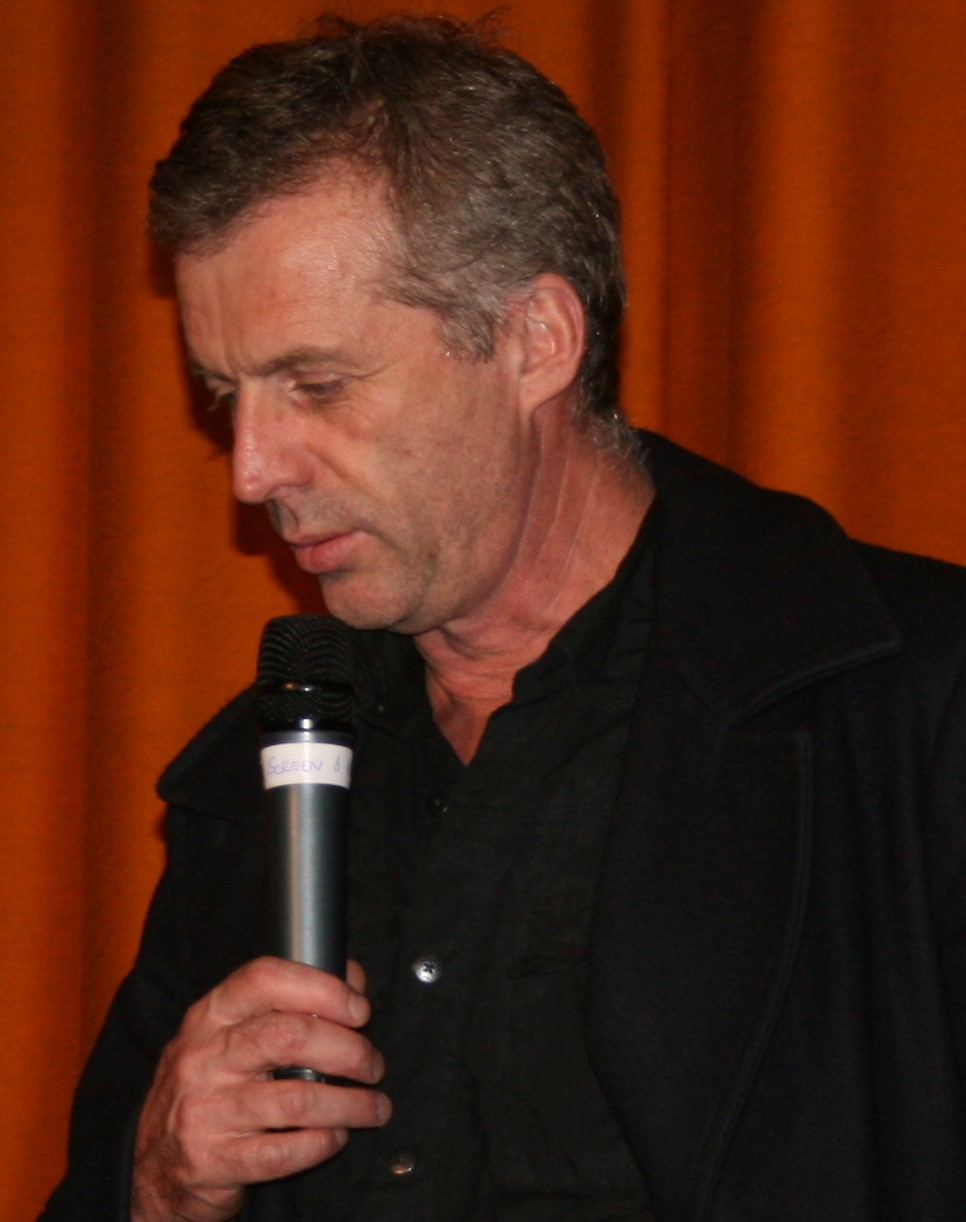
Bruno Dumont, guanyador del Grand Prix

### Premis oficials
Els guardonats en les seccions oficials de 1999 foren:
En Competició
- Palma d'Or: Rosetta de Jean-Pierre Dardenne, Luc Dardenne
- Grand Prix: L'humanité de Bruno Dumont
- Millor director: Pedro Almodóvar per Todo sobre mi madre
- Millor guió: Molokh de Yuri Arabov
- Millor actriu: 
  - Séverine Caneele per L'humanité
  - Émilie Dequenne per Rosetta
- Millor actor: Emmanuel Schotté per L'humanité
- Premi del Jurat: La lettre de Manoel de Oliveira

Un Certain Regard
- Premi Un Certain Regard: Beautiful People de Jasmin Dizdar

Cinéfondation
- Primer premi: Second Hand d'Emily Young
- Segon Premi: Im Hukim de Dover Koshashvili i La puce d'Emmanuelle Bercot
- Tercer Premi: En God Dag At Go de Bo Hagen Clausen
- Menció especial: Inter-View de Jessica Hausner

Càmera d'Or
- Caméra d'Or: Marana Simhasanam de Murali Nair

Curtmetratges
- Palma d'Or al millor curtmetratge: When the Day Breaks de Wendy Tilby and Amanda Forbis
- Premi del Jurat: Stop de Rodolphe Marconi i Le Pique-Nique d'Il-Gon Song

### Premis independents
Premis FIPRESCI
- Peau neuve de Émilie Deleuze (En competició)
- M/Other de Nobuhiro Suwa (Quinzena dels Directors)

Commission Supérieure Technique
- Gran Premi Tècnic: Juhua Tu (disseny de producció) a Jing Ke ci Qin Wang

Jurat Ecumènic
- Premi del Jurat Ecumènic: Todo sobre mi madre de Pedro Almodóvar
- Jurat Ecumènic – Menció especial: Rosetta de Jean-Pierre Dardenne, Luc Dardenne

Premi de la Joventut
- Pel·lícula estrangera: The Blair Witch Project de Daniel Myrick, Eduardo Sánchez
- Pel·lícula francesa: Voyages d'Emmanuel Finkiel

Premis en el marc de la Setmana Internacional de la Crítica
- Premi Mercedes-Benz: Flores de otro mundo d'Icíar Bollaín
- Premi Canal+: Shoes Off! de Mark Sawers
- Grand Golden Rail: Siam Sunset de John Polson
- Little Golden Rail: Derapages de Pascal Adant

Premis en el marc de la Quinzena dels Directors
- Premi Kodak al curtmetratge: Un petit air de fête d'Eric Guirado
- Premi Kodak al curtmetratge – Menció especial Ô trouble de Sylvia Calle
- Premi C.I.C.A.E. : Qui plume la lune? de Christine Carrière
- Premi Gras Savoye: Un château en Espagne de Delphine Gleize

Association Prix François Chalais
- Premi François Chalais: L'autre de Youssef Chahine

## Mèdia
- INA: Obertura del festival de 1999 ((francès))
- INA: Llista de guanyadors del festival de 1999 ((francès))